# Ta fast tjuven
Ta fast tjuven (originaltitel: To Catch a Thief) är en thrillerfilm från 1955 i regi av Alfred Hitchcock, med Cary Grant och Grace Kelly i huvudrollerna. Manuset är baserat på romanen med samma titel av David Dodge. Under inspelningen träffade Grace Kelly prins Rainier III av Monaco. Filmen tilldelades en Oscar för bästa foto, och var även nominerad i kategorierna bästa scenografi och bästa kostym.
Filmmiljön och stilen är det som kanske är filmens största kännetecken, tillsammans med en rafflande dialog mellan Cary Grant och Grace Kelly.

## Handling
Handlingen utspelar sig på Franska rivieran i Cannes, Golfe-Juan och Nice. Polisen jagar en mystisk juveltjuv, och misstänker den pensionerade mästertjuven John Robie (Cary Grant), kallad "The Cat" (svenska: Katten). Han rymmer undan sina förföljare och försöker på egen hand få tag på den skyldige, för att bevisa sin oskuld.

## Medverkande i urval
- Cary Grant – John Robie ("The Cat")
- Grace Kelly – Frances Stevens
- Jessie Royce Landis – Jessie Stevens
- John Williams – H. H. Hughson
- Charles Vanel – Bertani
- Brigitte Auber – Danielle Foussard
- Jean Martinelli – Foussard
- Georgette Anys – Germaine

Alfred Hitchcock har en sedvanlig cameoroll i filmen. Han syns kort som en busspassagerare bredvid Cary Grants rollfigur.